# Ewa Demarczyk
Ewa Maria Demarczyk (née le 16 janvier 1941 à Cracovie et morte le 14 août 2020 dans la même ville) est une chanteuse polonaise.

## Discographie (sélection)
Albums
- 1967 : Ewa Demarczyk śpiewa piosenki Zygmunta Koniecznego

disque de platine
- 1975 : Ewa Demarczyk
- 1975 : Live

disque d'or
Single
- 1964 : Grande Valse brillante sur une musique de Zygmunt Konieczny et des paroles de Julian Tuwim.

Chanson au cinéma
- 1966 : Zręką na gardle dans La Barrière de Jerzy Skolimowski
- 1969 : Wiesze Baczyńskiego dans Zbyszek
- 2011 : Tomaszów dans Klajmax

Interprétation en français
- Il était une feuille de Robert Desnos sur une musique d'Andrzej Zarycki
- Dans bien longtemps de Robert Desnos sur une musique d'Andrzej Zarycki

## Récompenses et distinctions
- 1er prix du festival Théâtre universitaire de Nancy en 1969.
- Croix d'or du Mérite polonais en 1971.
- Officier de la Légion d'honneur en 1977.
- Médaille d'or du Mérite culturel polonais Gloria Artis en 2005.
- Fryderyk d'or (pour la carrière) en 2010.
- Commandeur avec étoile de l'ordre Polonia Restituta en 2017.